# (1683) Castafiore
(1683) Castafiore – planetoida z grupy pasa głównego asteroid okrążająca Słońce w ciągu 4 lat i 191 dni w średniej odległości 2,73 au. Została odkryta 19 września 1950 roku w Observatoire Royal de Belgique w Uccle przez Sylvaina Arenda. Nazwa planetoidy pochodzi od Bianci Castafiore, bohaterki jednego z komiksów serii Przygód Tintina. Przed nadaniem nazwy planetoida nosiła oznaczenie tymczasowe (1683) 1950 SL.